# Manuel Senoner
Manuel Senoner (28 giugno 2006) è un combinatista nordico italiano.

## Biografia
Originario di Selva di Val Gardena e fratello di Anna, a sua volta sciatrice nordica, Manuel Senoner, attivo dall'agosto del 2018, ha vinto la medaglia di bronzo nella gara a squadre mista ai Mondiali juniores di Whistler 2023; ha esordito in Coppa del Mondo il 29 novembre 2024 a Kuusamo in un'individuale compact dal trampolino lungo (49º) e ai Campionati mondiali a Trondheim 2025, dove si è classificato 6º nella gara a squadre. Non ha preso parte a rassegne olimpiche.

## Palmarès

### Mondiali juniores
- 1 medaglia:
  - 1 bronzo (gara a squadre mista a Whistler 2023)